# Caso del metílico

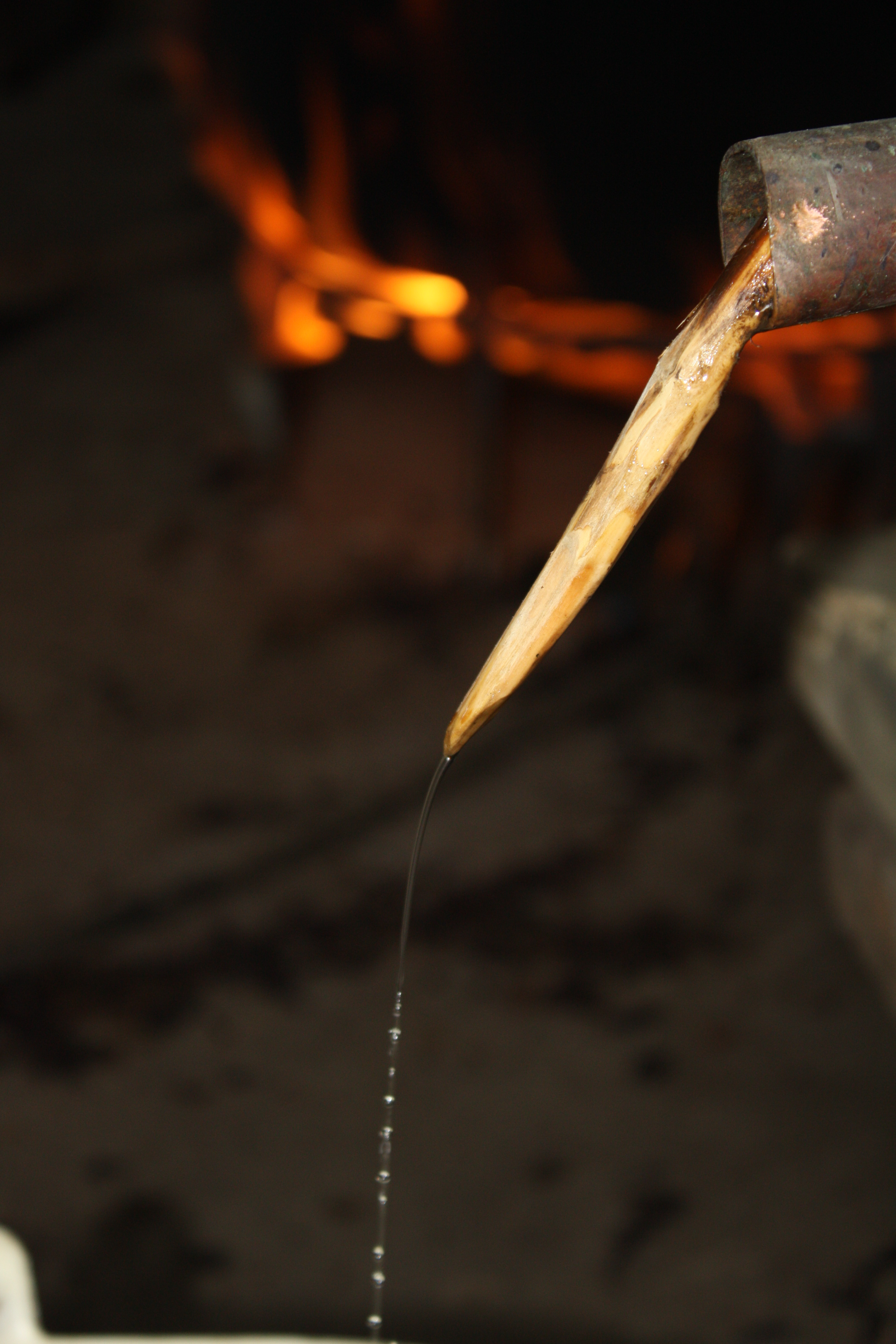
Elaboración artesanal de aguardiente.

La denominación popular caso del metílico designa un brote de intoxicación alimentaria acaecido en España, principalmente en Galicia y en las islas Canarias, durante la primavera de 1963, por consumo de bebidas alcohólicas elaboradas a partir de alcohol metílico, con el resultado de 51 fallecidos y 9 personas ciegas, aunque se estima que la cifra real de muertos pudo contarse por millares. Por las obvias similitudes, el caso del metílico fue calificado posteriormente como «la colza del franquismo» (la intoxicación por aceite de colza desnaturalizado, que ocurrió en mayo de 1981 y causó entre 1000 y 5000 muertes y entre 20 000 y 25 000 enfermos).
Las primeras muertes conocidas acaecieron en febrero y marzo de 1963 entre pescadores de Haría, en Lanzarote, y ya pusieron de manifiesto que la causa estaba en la presencia de altas concentraciones de alcohol metílico en las bebidas procedentes de un fabricante de Vigo. Poco tiempo después se observó un incremento anómalo de la mortalidad en la comarca de Carballiño, en el noroeste de Orense, que solo se relacionó con aquellas cuando la noticia de los pescadores muertos se publicó en la prensa gallega. La venta del alcohol adulterado fue detenida por las autoridades en un plazo relativamente breve, pero la distribución que se había hecho antes de conocerse la toxicidad del mismo explica que se fueran produciendo nuevas muertes hasta mayo de dicho año.
En diciembre de 1967 tuvo lugar el juicio contra los 11 procesados, resultando en unas penas de entre 1 y 20 años de prisión e indemnizaciones que alcanzaban casi los 20 millones de pesetas (unos 3 millones de euros, contando inflación). Ninguno de los condenados cumplió más de 6 años de cárcel y, al declararse insolventes, ninguna víctima o familiar recibió cantidad alguna como indemnización.

## Los comienzos de la intoxicación

### En Canarias

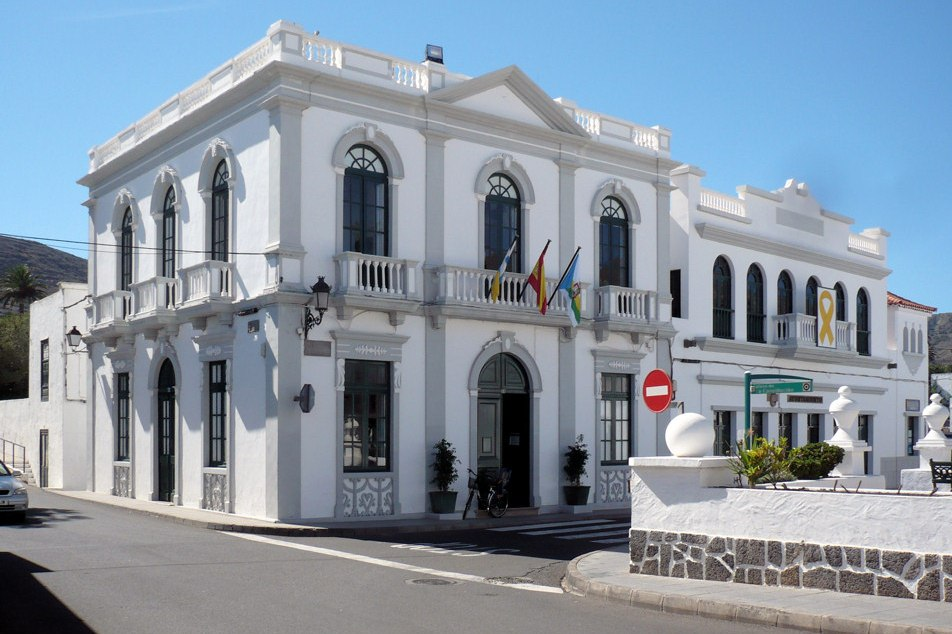
Ayuntamiento de Haría, en Lanzarote. Las primeras muertes registradas, así como la determinación de las causas de las muertes, tuvieron lugar en este municipio canario.

Esteban Jesús Pablo Barreto Barreto, primera víctima registrada de la intoxicación por alcohol metílico, murió en la madrugada del 18 de febrero de 1963 tras tomar unas copas de ron en un bar de Haría, entre fuertes dolores abdominales, vómitos y una súbita ceguera. El 1 de marzo moría de forma parecida María Dolores Zerpa, enterradora del municipio, el 15 de marzo Santiago Betancor y el 22 de marzo Tomás Pereda, pescador al que le dieron una copa de aguardiente para curar un fuerte catarro. En esas mismas semanas, otras dos personas habían quedado ciegas de forma súbita.
Todas estas muertes y casos de ceguera en tan breve espacio de tiempo no podían ser fruto de la casualidad. Fue María Elisa Álvarez Obaya, farmacéutica titular (inspectora) del municipio desde 1961, quien se percató de que todas las víctimas habían consumido alcohol en las horas previas a la aparición de los síntomas, y que varias eran clientes habituales de la bodega de Francisco Pérez Pacheco, en Haría. Tras analizar el contenido de botellas, garrafas y barriles, comprobó la presencia de altos contenidos de alcohol metílico en el aguardiente (en una garrafa de 16 litros, de la que ya se habían consumido tres), por lo que prohibió la venta de ese licor en todos los bares de Haría y redactó un informe, el 21 de marzo, con el que se iniciaba el proceso judicial que constituirá el «caso metílico» o «caso del metílico». La investigación en Haría y en el resto de la isla de Lanzarote determinó que el licor adulterado con alcohol metílico procedía de la casa Lago e Hijos, de Vigo. Con el paso del tiempo, a estas víctimas mortales de Lanzarote se les unirían otras en las islas de Tenerife y La Gomera, hasta completar un total de 18 fallecidos.

### En Galicia
La primera noticia de la intoxicación se publicó en la prensa gallega el 30 de marzo, cuando el diario Faro de Vigo incluyó en una página interior un breve artículo titulado «Tres personas han muerto y otras dos perdieron la vista al ingerir ron en malas condiciones». En esa fecha, ya habían muerto 14 personas en Galicia por la misma causa pero sin que se supiera la razón: se sospechaba de una epidemia de meningitis.

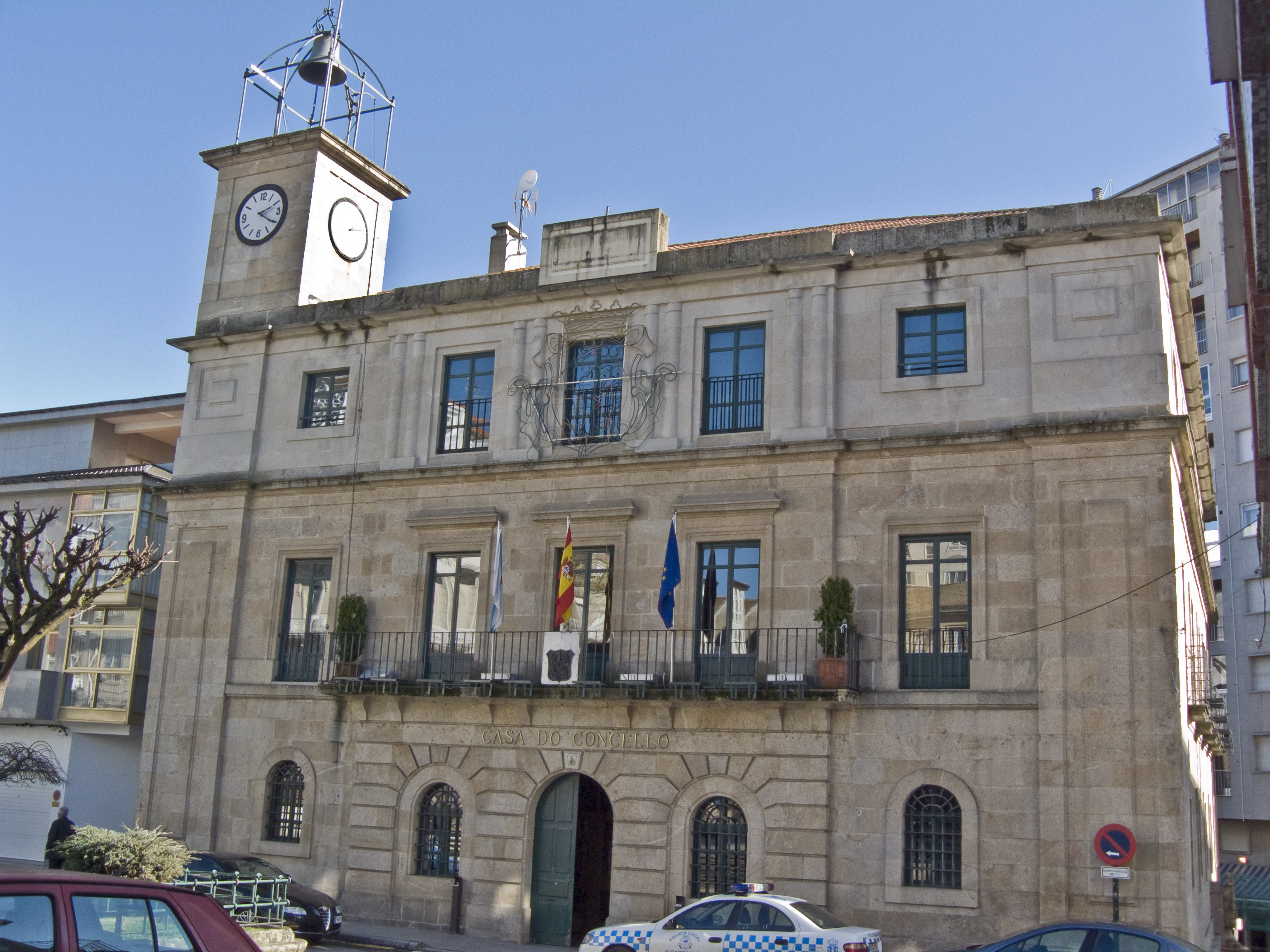
Ayuntamiento de Carballiño. En este municipio gallego fallecieron 13 personas.

Simultáneamente, otros casos de ceguera y muerte con evolución y cuadros clínicos semejantes estaban teniendo lugar en distintos lugares de la provincia de Orense, concretamente en las parroquias de Covas y Valles, del municipio de San Cristóbal de Cea, en Carballiño y en el lugar de Puerto de Yeguas, también de Carballino. El médico de Cea, José Nóvoa Seijo, recordó un caso, ya a finales de 1962, de un labrador que había muerto «muy rápido». Hubo otra muerte el 21 de febrero y una tercera el 20 de abril. Cuando fue a atender este último caso, las muertes de Canarias ya habían saltado a la prensa y, sospechando una relación causal, preguntó si había consumido alcohol antes de sentirse enfermo. Cuando se confirmó que había bebido licor de café puso en conocimiento de la Guardia Civil estos hechos por posible intoxicación.
El 26 de abril se conocieron las primeras muertes en la provincia de La Coruña, tres vecinos de la parroquia de Sarces, del municipio de Lage, aunque posteriormente se reconocieron dos muertes anteriores por la misma causa (el primer fallecimiento se produjo en Noya el 17 de marzo).

### En otros lugares

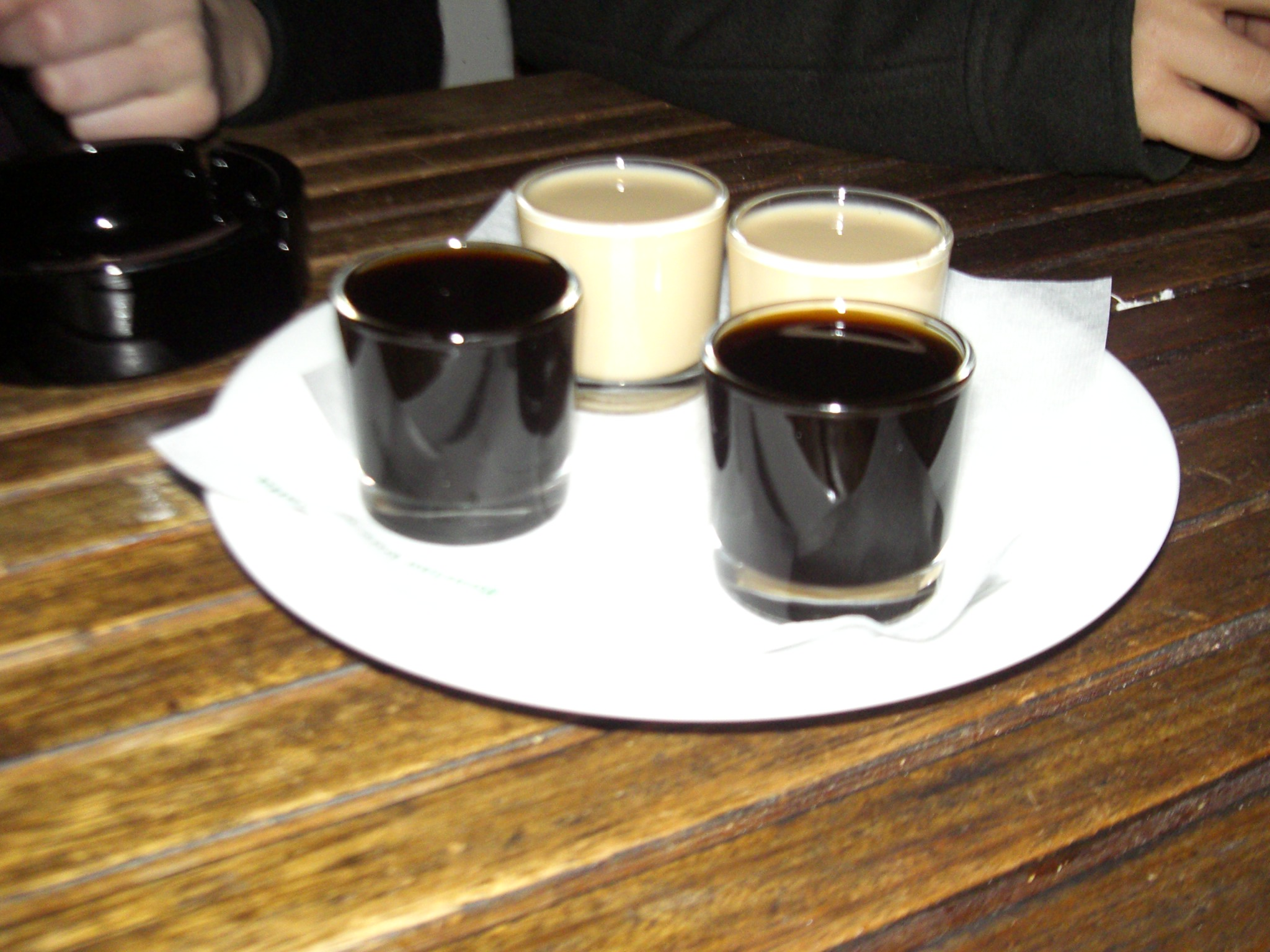
Vasos de licor de café (delante) y crema de orujo blanco (detrás). El licor de café fue uno de los licores adulterados con alcohol metílico.

Solo se reconoció un caso de muerte por alcohol metílico fuera de las Canarias y de Galicia: el de un fallecido en el Sáhara Español, pero luego consta que la distribución del alcohol metílico abarcó otras provincias españolas y distintos países europeos y americanos en los que no se sabe a ciencia cierta si hubo muertos por esta causa.
Se tiene constancia, sin embargo, del decomiso en Madrid de 1452 litros de licor de café, aguardiente y ginebra contaminados, así como 300 litros de aguardiente en Barcelona adquiridos por el centro gallego de esta ciudad.
Ya fuera de España, el 10 de mayo, el diario barcelonés La Vanguardia publicaba la noticia de que 31 vagabundos neoyorquinos habían muerto intoxicados por alcohol metílico aunque posteriormente se pudo confirmar que estas muertes no estaban relacionadas con el metílico orensano. Aunque solo fuera una casualidad en el tiempo, era fácil ver una relación del caso del metílico con estos hechos: se sabía que Manuel López Valeiras, industrial vigués, había comprado a Rogelio Aguiar varias partidas de metanol a primeros de 1963, y que en marzo de ese mismo año había exportado a Nueva York cinco cajas de botellas de aguardiente. La fortuna quiso que la partida fuera analizada y, al comprobar que tenía una concentración elevada de metanol, fuera intervenida.

## La causa de la intoxicación

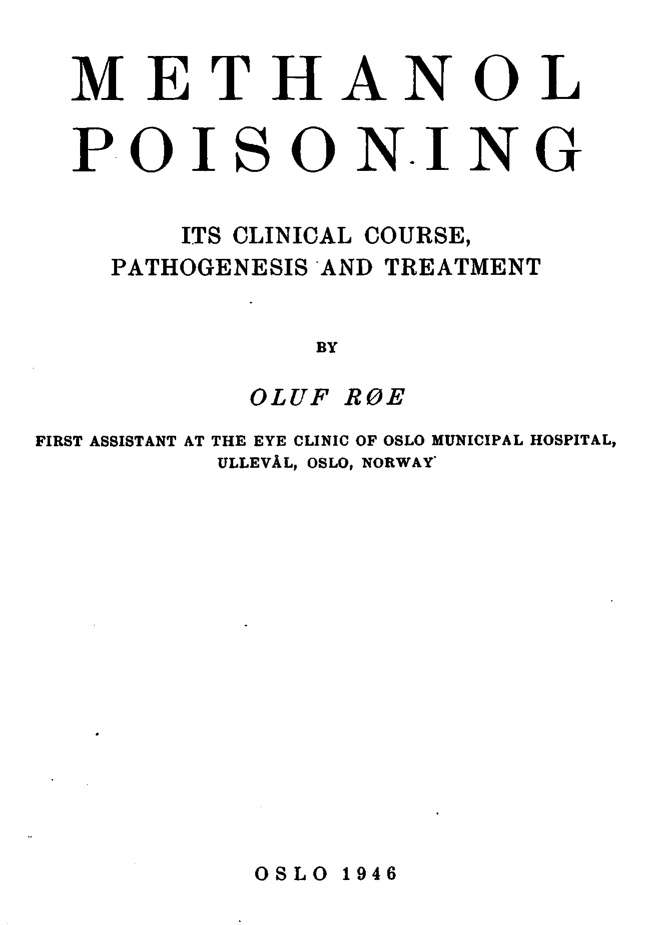
Descripción de la intoxicación por metanol publicada en Oslo en 1946.

Queda fuera de toda duda que la intoxicación fue causada por el consumo de bebidas alcohólicas (aguardiente, ron, licor de café, ginebra, etc.) elaboradas a partir de alcohol metílico al que se sometió a diversas mezclas con alcohol etílico. La razón de esta manipulación fraudulenta no fue otra que un desmesurado afán de lucro por parte de ciertos fabricantes que decidieron elaborar bebidas alcohólicas con un alcohol tóxico de entre 9 y 14 pesetas por litro (entre 5 y 8 céntimos de euro) en lugar de hacerlo con alcohol etílico, valorado en esas mismas fechas en unas 30 pesetas por litro (18 céntimos de euro). Además, al tener el alcohol metílico una graduación muy alta, había que añadirle agua, con lo cual aumentaba el beneficio.

### El alcohol metílico
El alcohol metílico, metanol, alcohol de madera o alcohol de quemar (CH3OH), es un líquido volátil, incoloro y soluble en agua y otros disolventes. La densidad es de 0,79g/mL, el punto de ebullición está en 65 °C y el de congelación en —97 °C. Se trata de un producto de uso industrial, demandado para la elaboración de disolventes, líquido limpiaparabrisas, lacas, barnices, productos plásticos, explosivos, etc. Se obtuvo inicialmente de la destilación de la madera (de ahí uno de sus nombres) y de la extracción de la hulla, pero actualmente se obtiene como subproducto en la fabricación de polímeros.

Fórmula del alcohol metílico.

En la fabricación artesanal de aguardiente se producen pequeñas cantidades de alcohol metílico, a partir del bagazo, ya que la destilación en los alambiques no garantiza una temperatura estable a lo largo del proceso, pero es muy difícil que se llegue a alcanzar concentraciones peligrosas de manera accidental. En la época actual (con motivo de otras intoxicaciones ocurridas posteriormente en Europa) existe una norma vigente a nivel de la Unión Europea (el reglamento Nr. 110/2008 del Parlamento Europeo) que limita de manera específica las cantidades máximas de metanol residual permitidas en los alcoholes destinados al consumo humano. Para un orujo o el aguardiente de frutas, por ejemplo, se fijan máximos permitidos de metanol en 10 g•l—1 o 15 g•l—1 respectivamente (calculado sobre el contenido de etanol puro, es decir, 1000 gramos por hectolitro de alcohol a 100 % vol. para el orujo o 1500 g/hL de alcohol a 100 % vol., para el caso del aguardiente de frutas). El consumo de alcohol metílico provoca un cuadro de intoxicación, de gravedad variable según la cantidad ingerida y la concentración, la complexión del paciente y el tiempo que se tarde en hacer un diagnóstico exacto y aplicar un tratamiento. La dosis tóxica varía entre 60 y 250 ml de metanol al 40%. Los síntomas aparecen entre los 40 minutos y las 72 horas después del consumo y comienzan con signos de embriaguez, cefaleas, náuseas y vómitos. Se produce un cuadro de acidosis metabólica y aparecen síntomas nerviosos (mialgias, depresión del sistema nervioso central, temblores, etc.) y problemas de visión que son característicos por daño del nervio óptico: pérdida de visión, visión borrosa y ceguera. Finalmente, en los casos mortales, aparecen hipotensión, bradicardia y convulsiones, hasta que el paciente entra en coma y muere. El catálogo internacional para el diagnóstico de enfermedades de la OMS codifica la intoxicación por metanol (alcohol metílico) con la clave CIE T51.1
La ceguera es un síntoma patognomónico de la intoxicación por alcohol metílico, y la casualidad quiso que en la contraetiqueta de una de las botellas de licor que provocaron esta intoxicación figurara el poema de los Cantares gallegos de Rosalía de Castro:
| Adiós ríos, adiós fontes; adiós regatos pequenos; adiós vista dos meus ollos: non sei cando nos veremos. | Adiós ríos, adiós fuentes; adiós regatos pequeños; adiós vista de mis ojos: no sé cuando nos veremos. |

En su obra sobre el caso, el periodista Fernando Méndez narra el caso de uno de los afectados que quedó ciego:

Emilio Rodríguez, de un pueblo de Cenlle en Orense, que murió el verano pasado. Este señor tenía una tienda y me contaba que él todas las mañanas tomaba para desayunar dos copas de licor café. Una de esas mañana antes de ir a trabajar al campo tomó sus dos copas y se encontró un poco indispuesto, se mareaba y así. No le dio importancia, se acostó y al día siguiente cuando se levanta sale al balcón y ve todos los campos nevados. Entonces llama a su mujer se lo cuenta y ella cree que le toma el pelo, porque todo estaba normal. Deja pasar el tema y se marcha a afeitar. Atraviesa un pequeño corredor y llega al cuarto de baño. Me contaba que la última imagen que él recordaba era que empezaba a nevar. Instantes después ve una luz blanca, su imagen reflejada en el espejo y se hace la oscuridad. Nunca más volvió a ver.

### Los responsables del fraude

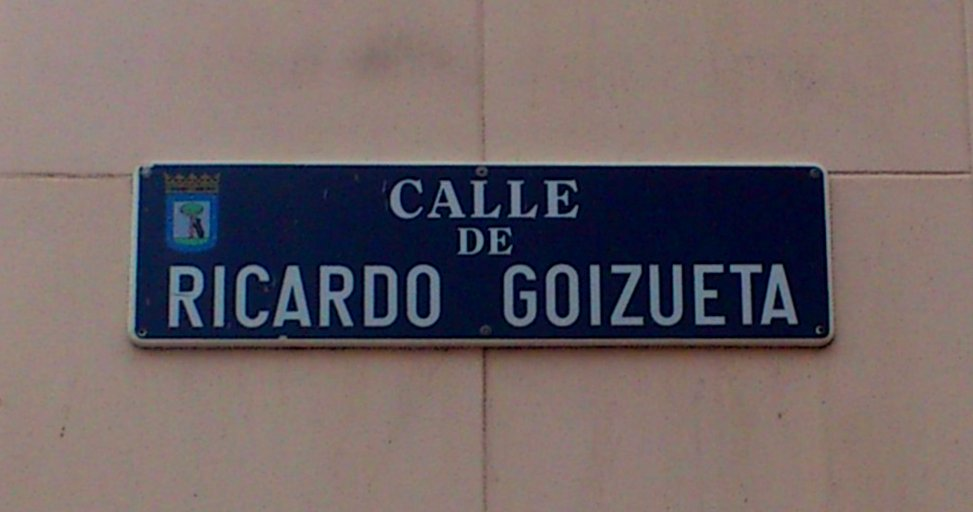
Rogelio Aguiar compró el alcohol metílico que utilizó para producir licores de consumo humano en Alcoholes Aroca, un fabricante madrileño de alcoholes industriales con sede en la calle Ricardo Goizueta, en el distrito de Arganzuela, en Madrid.

Fue Rogelio Aguiar Fernández, un industrial alcoholero de Orense, propietario de Bodegas Aragón, quien comenzó la compra de alcohol metílico en una industria madrileña, Alcoholes Aroca, como materia prima para la elaboración de diversas bebidas alcohólicas. Aguiar había comenzado, entre 1960 y 1961, a comprar alcohol isopropílico (33 712 litros), que ofreció a fabricantes de vinagres y licores de Vigo y La Coruña. Sin embargo sus clientes lo rechazaron por el olor y sabor anormales, por lo que a partir de diciembre de 1962 pasó a comprar alcohol metílico (75 000 litros; 73 000 según otras fuentes), que no daba esos problemas, al mismo fabricante madrileño. Este indicaba en sus cargamentos de alcohol que el material no debía ser utilizado para consumo humano («Mercancía de libre circulación, venta y precio. No apta para el consumo de boca»). Con este alcohol metílico Aguiar elaboraba bebidas en su propia bodega y también lo suministraba como materia prima (en forma de alcohol puro, mezclado con alcohol vínico —alcohol etílico— en distintas proporciones, o como aguardiente de caña) a sus clientes, sin advertirles de la verdadera composición y, por consiguiente, de su toxicidad. Según consideró probado el juicio, su esposa, María Ferreiro Sánchez, le ayudaba en el proceso de mezclado, encargándose ella sola del mezclado en algunas ocasiones.
Uno de sus principales clientes —en lo que al alcohol metílico se refiere— era la empresa de alcoholes Lago e Hijos, de Vigo, dirigida por Román Rafael Saturno Lago Cabral y su hijo Román Gerardo Lago Álvarez. Fue esta empresa la que comercializó en Canarias los licores adulterados con alcohol metílico que dieron lugar a las primeras muertes conocidas. Otro era la empresa coruñesa Industrias Rosol, de El Burgo, cuyo gerente, Miguel Ángel Sabino Basail Infante, también fue procesado. En el caso de Industrias Rosol, que compró casi la mitad de aquellos 75 000 litros, parte del alcohol metílico fue desviado a la fabricación de vinagre que vendió a distintas conserveras coruñesas y con el que se elaboraron conservas y escabeches. Aunque alguna fuente de la época señala que una conservera de Cariño recibió 316 000 litros de vinagre, debe tratarse de un error, por astronómica y poco realista esta cifra para quien conociese la dimensión de las conserveras de esa localidad en aquella época.
En el juicio, fueron consideradas como principales responsables estas cinco personas: Rogelio Aguiar y su esposa, María Ferreiro Sánchez; Román Lago y su hijo; y Basail Infante, porque, conociendo la toxicidad del alcohol que manejaban, no dudaron en comercializarlo. Se consideró probado en el juicio que los licores adulterados comercializados directamente por Rogelio Aguiar y María Ferreiro causaron la muerte a veintiuna personas, y dejaron ciegos parcial o totalmente a cuatro personas. Los Lago fueron considerados responsables de veintitrés muertes y varios casos de ceguera, en tanto que las actividades de Industrias Rosol causaron dos muertos.
Otros fabricantes e intermediarios utilizaban el alcohol que les suministraban Aguiar o Lago para hacer sus propias formulaciones. En algunos casos se utilizó para encabezar el vino y, como ya se ha descrito, para fabricar vinagre. Estos fueron considerados responsables secundarios ya que no se probó que hubieran sabido que estaban vendiendo alcohol metílico, pero el hecho es que los licores que vendieron produjeron muertes y casos de ceguera entre las personas que los consumieron. La policía probó que ninguno de estos realizó más control sobre las bebidas que vendían que comprobar la graduación alcohólica.
Cuando se conocieron las muertes acaecidas en Canarias y su relación con los licores, los principales responsables de la trama comprendieron enseguida las posibles consecuencias que para ellos podían representar:

Rogelio Aguiar sabe que aquello es mucho más grave que lo que la prensa, desconocedora aún de la magnitud del suceso, cree. Él y Román Lago Cabral conocían perfectamente los motivos que llevaron a la muerte a los vecinos de Haría.

Aguiar y Lago intentaron ponerse de acuerdo previendo una futura declaración ante la Policía y echaron por el sumidero todas las existencias de sus almacenes. Otros intentaron recuperar lo que pudieron de las garrafas y botellas que habían vendido para vaciarlas en la primera zanja que encontraron en el camino. Se destruyó u ocultó la documentación comercial que demostraba compras y ventas. Todo esto representó un considerable obstáculo en la investigación y retirada de licores contaminados y quedó reconocido en el juicio, además de explicar el baile de cifras entre las cantidades de alcohol metílico compradas y de bebidas elaboradas. A Aguiar le ayudó su amigo y consejero José-Ramiro Nova Ramírez, licenciado en Derecho, que posteriormente sería condenado por encubrimiento. El 24 de abril, se produjeron las primeras detenciones, las de Aguiar y los Lago.
La sentencia admitió la falta de intencionalidad en las intoxicaciones pero declaró probado que los principales industriales implicados conocían la toxicidad del alcohol que comercializaban, presuponiendo que las mezclas a las que era sometido (y la rebaja con agua) diluirían el tóxico hasta niveles no perceptibles. Según esgrimió el fiscal Fernando Seoane en el juicio sobre el caso:

Estos señores que hoy sientan en el banquillo no tuvieron intención de matar, pero lo hicieron, olvidando al sujeto, olvidando al prójimo y pensando sólo en el ánimo de lucro y conscientes de que los productos que elaboraban tenían una substancia tóxica, mortal, como el metanol.)

### La falta de control oficial
Además de la responsabilidad directa de los fabricantes y comercializadores en el uso de una materia prima tóxica en la elaboración de bebidas alcohólicas destinadas al consumo humano, a sabiendas de su toxicidad, el fiscal vio también la responsabilidad de la Administración del Estado que no supo ver el peligro del comercio de un alcohol de uso industrial entre empresas destinadas a procesar alcohol vínico. Para él, la intoxicación masiva fue propiciada por la falta del más mínimo control oficial sobre este producto y sobre las industrias elaboradoras de bebidas, fuera por parte de los servicios oficiales de Sanidad, de Agricultura o del Sindicato de Industrias Químicas (responsable del control de las substancias de uso industrial, como era el alcohol metílico).
El abogado de Aguiar y de su esposa llegó a pedir la absolución de sus defendidos achacando la responsabilidad de las muertes a la sociedad y al Estado, por la total falta de control en el comercio del alcohol metílico y en la elaboración de licores.
Durante el segundo semestre de 1963, Fernando Seoane pidió explicaciones sobre las responsabilidades y competencias del Estado en el control de este comercio ilegal sin encontrar respuestas. Los diferentes organismos oficiales alegaron no tener competencias sobre ese tema o reconocieron no saber cuales fueron «las razones del porqué no fue descubierta oportunamente la existencia y comercio de bebidas alcohólicas elaboradas con metanol», o que «la localización y origen de los hechos afectaron la una reducida zona del territorio nacional (Canarias y Orense)». Ante la vaguedad de las respuestas y la indefinición sobre las responsabilidades en el control e inspección, solicitó al Ministerio de la Presidencia (entonces a cargo de Luis Carrero Blanco) la identidad de los funcionarios con competencias en el control e inspección de productos derivados del metanol, pero el Ministerio respondió asegurando que los funcionarios actuaron correctamente y que un instructor de Orense carecía de competencias para evaluar el cometido de dichos funcionarios. En relación con conocer la identidad, competencias y deber de los funcionarios encargados de la inspección de los alcoholes no aptos para el consumo humano, como el isopropílico y el metílico, terminaron diciendo que «no le es legalmente posible a V.E. acceder a lo que solicita» y que no cabía buscar responsabilidades en este terreno:

... ya que su misión es evitar unas infracciones de carácter administrativo y reglamentario, que son las únicas a las que puede contraerse su habitual diligencia, y nunca a prever delitos como los cometidos, que jamás es dable conjeturar... ¿Cómo se van a prever, pues, estos que sorprenden por la inhumanidad que derrocha quien los cometen?

Aun así, el fiscal consiguió que el juez Cora Rodríguez cursase ante el Tribunal Supremo una solicitud para que se investigaran las posibles responsabilidades de la Administración, solicitud que terminaría siendo archivada al considerar el alto tribunal que no existían indicios racionales de criminalidad en los funcionarios.

## Las víctimas
Nunca se supo cual fue el número de personas afectadas por la intoxicación. Oficialmente se admitieron solo 51 fallecidos y cinco personas que quedaron ciegas tras consumir alcohol metílico, pero porque solo en estas personas se confirmó analíticamente la presencia de altos niveles de alcohol metílico en sangre y vísceras. Muchas otras muertes fueron atribuidas a esta misma causa pero no se pudo demostrar en las correspondientes autopsias, en muchos casos por diagnósticos erróneos (meningitis, ataques cardíacos o, simplemente, «muerte natural»), y en otros porque las propias familias escondieron las circunstancias de la muerte para preservar la memoria del familiar muerto frente a las acusaciones, más o menos veladas, de que había sido cosa de su afición a la bebida.
Los 51 casos de muerte oficialmente reconocidos se distribuyeron de la siguiente manera:
- 25 muertos en la provincia de Orense (13 de ellos en la comarca de Carballiño);
- 7 en la de La Coruña;
- 18 en Canarias: 14 en la provincia de Santa Cruz de Tenerife (5 en Tenerife y 9 en la Gomera) y 4 en la de Las Palmas (en la isla de Lanzarote);
- 1 en el Sáhara Español, entonces provincia española.

Sobrevivieron a la intoxicación nueve personas (cinco en Orense, dos en La Coruña y 2 en Las Palmas), de las que cinco sufrieron ceguera irreversible.
La distribución temporal de las muertes abarca, en Galicia, desde el 13 de febrero hasta el 18 de mayo. En Canarias, entre el 7 de febrero y el 2 de abril.
Pero el alcohol metílico había sido comercializado en una área mucho más amplia, distribuyéndose en muchas provincias españolas, en las colonias (Sáhara y Guinea Española), algunos países europeos y en Estados Unidos. Por proporcionar un ejemplo, una de las empresas procesadas, Casa Barral, de Orense, vendió distintas bebidas con alcohol metílico en Navarra, Bilbao, Granada, Melilla, Gijón, Tenerife, Cádiz, Huelva, Zaragoza y Port Bou (Gerona). Durante el juicio también se mencionaron otros destinos como Alemania, Suiza, Bélgica y Dakar.
Teniendo presente esta amplia distribución y el volumen de alcohol metílico, la cifra de 51 muertos no parece corresponder ni remotamente a la realidad. Fernando Méndez, recogiendo la opinión del fiscal Fernando Seoane, siempre habló de millares de muertos y lesionados, a los que no se les hizo un diagnóstico correcto o en los que no se confirmó la causa de la muerte mediante las analíticas adecuadas. El periodista Fernando Méndez, en su obra sobre el caso, apunta también a la idiosincrasia del medio rural gallego como una de las causas por las que el número de muertos nunca pudo establecerse con seguridad: la resistencia a someter al cadáver de un ser querido a una autopsia, el estigma social que relacionaba la muerte con el consumo de alcohol.
En el aspecto económico, el caso del metílico representó unas pérdidas incalculables en el sector vitivinícola gallego y provocó la ruina de muchas fábricas de licores gallegas (entre ellas las de los propios procesados; en abril de 1964, los acreedores de Lago y Hijos llevaron a la empresa al desahucio y embargo de sus bienes). Durante mucho tiempo, el consumo de bebidas alcohólicas cayó a plomo, tanto por causa de la publicación casi diaria de nuevos casos de muertos o intoxicados como por el propio tratamiento —calificado de alarmista— que se dio en los medios de comunicación. Incluso se vieron anuncios en bares y otros establecimientos garantizando que el alcohol que vendían no era de origen gallego «Aquí no se vende vino de Ribeiro» o «Garantizamos que no expedimos vinos gallegos»). También se publicaron coplillas al respecto:

Una taza de café y un licor,
 que nadie piense que hace daño, ya lo sé,
siempre que el licor no esté elaborado en Orense.

## El juicio

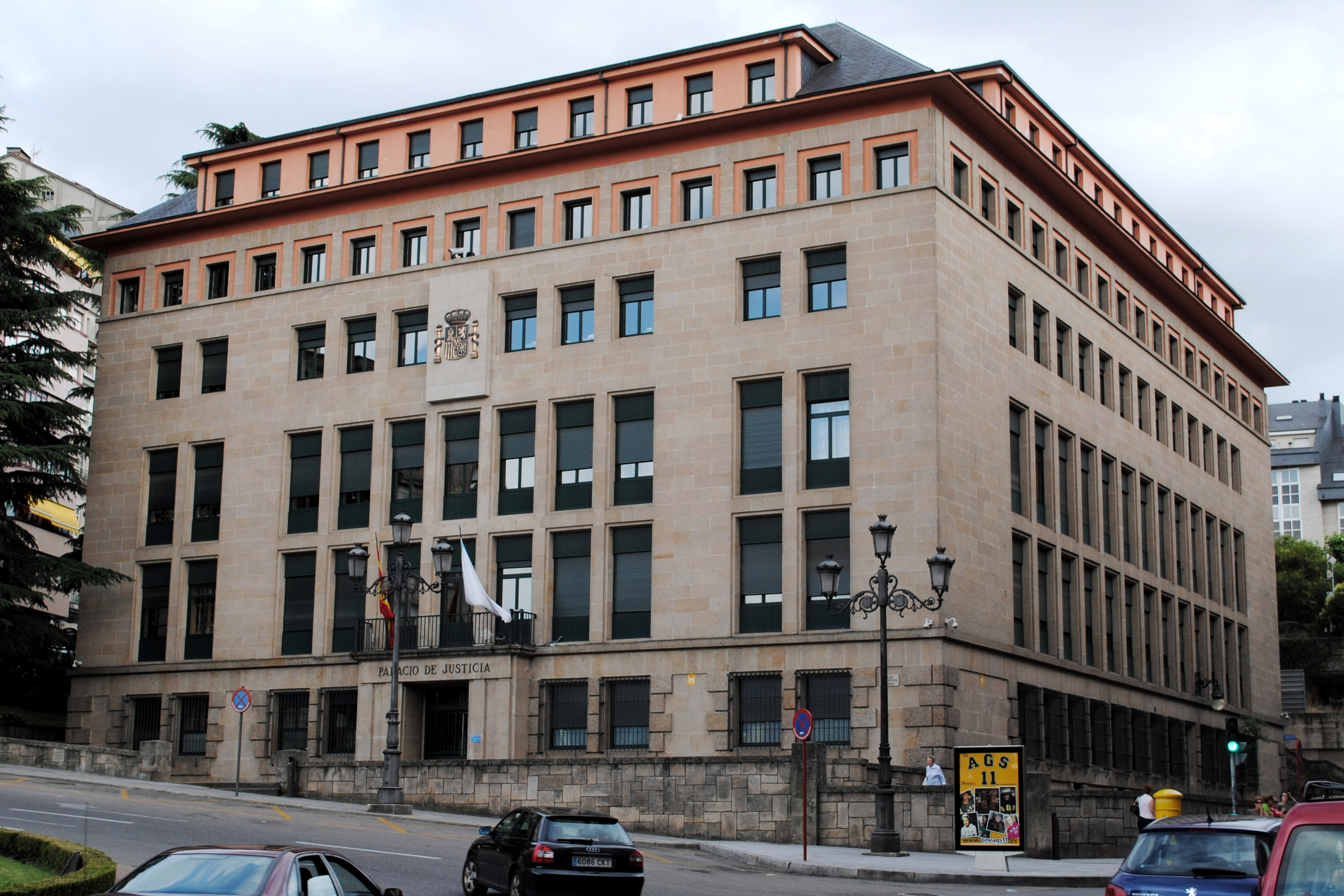
Palacio de Justicia de Orense, sede de la Audiencia Provincial de Orense, donde se desarrolló el juicio en diciembre de 1967.

Inicialmente se incoaron tres sumarios diferentes en diversos puntos de España (en Galicia y Canarias) durante el mes de abril de 1963. Posteriormente se fundieron en uno para el que se nombró un juez instructor especial y que se desarrolló en el Juzgado de Instrucción de Orense. El sumario concluyó a mediados de 1965. El instructor fue el juez José Cora Rodríguez (quien años después sería elegido Valedor do Pobo, el Defensor del Pueblo de Galicia, entre 1990 y 2002), que sustituyó al cabo de un mes de iniciado el proceso al primer juez nombrado, José Álvarez Arredondo. El fiscal del caso fue Fernando Seoane Rico, quien llegó a sufrir amenazas de muerte en las fechas previas al juicio (Seoane Rico llegaría a ser fiscal jefe de la Audiencia Provincial de Orense, hasta su jubilación en 1990; obtuvo la Medalla de Galicia en 1992). El tribunal estuvo presidido por el magistrado Francisco Marcos Rodríguez, auxiliado por los magistrados Luís González Diéguez y Félix Barros Nóvoa.
Los principales responsables (Aguiar, Lago y Basail) fueron detenidos el 26 de abril de 1963, y días después lo fueron el resto de los procesados. El fiscal Seoane y el juez Cora ordenaron la inmovilización de todas las partidas de alcohol sospechosa. La gente bebía solo agua y se prohibió la venta en bares y restaurantes, así como en tiendas, hasta conseguir finalmente que en dos o tres meses se pudiera asegurar que el consumo de alcohol era seguro. Muchas fábricas tuvieron que cerrar. El juicio dio comienzo el 1 de diciembre de 1967, casi cuatro años después de que se hubiesen producido los hechos. El sumario contenía 36 000 folios y era el más extenso instruido hasta la fecha en España. Además del fiscal, actuaron cinco acusaciones particulares y trece abogados defensores. Fueron llamados a declarar 113 testigos propuestos por el fiscal y 76 propuestos por las defensas, y cuatro peritos. Ninguno de los testigos residentes en Canarias acudió al juicio ya que el tribunal solo habilitó una ayuda de 15 pesetas diarias (9 céntimos de euro), absolutamente insuficientes para cubrir los gastos. Sí acudió la farmacéutica Elisa Álvarez, la cual tuvo que acudir escoltada a la sala, debido a las amenazas de muerte que también había recibido. Solo declararon dos peritos: Manuel Ortega Mata y Esteban Vallejo, del Instituto Nacional de Toxicología.
El 27 de diciembre se dictó sentencia, que condenaba a los 11 acusados (9 fabricantes, la mujer de uno de ellos y un abogado) por delitos contra la salud pública e imprudencia temeraria, a penas que oscilaron entre 1 y 20 años de cárcel, multas de 100 000 pesetas (600 €) y unas indemnizaciones que sumaban más de 19 millones y medio de pesetas (unos 120 000 €), si bien Fernando Rodríguez Méndez, que publicó dos estudios sobre el caso del metílico cifró, en un artículo de La Voz de Galicia del 22 de diciembre de 2010, la cuantía de las indemnizaciones en 300 millones de pesetas (aproximadamente 1,8 millones de euros). Las empresas Lago y Hijos e Industrias Rosol fueron declaradas responsables civiles subsidiarias. Tras el recurso de las defensas de algunos de los condenados, dos años después, el 2 de junio de 1969, el Tribunal Supremo dictó sentencia firme, que solo modificó ligeramente la dictada por la Audiencia Provincial de Orense, aunque retiró en todos los casos la condena por imprudencia temeraria a los condenados por este delito y por el delito contra la salud pública, manteniendo solo este último. Los condenados, y sus penas, fueron los siguientes:
| Condenado                          | Delito                         | Pena                                                         |
| ---------------------------------- | ------------------------------ | ------------------------------------------------------------ |
| Rogelio Aguiar Fernández           | Delito contra la salud pública | 19 años de reclusión y multa de 25 000 pesetas (150 €)       |
| María Ferreiro Sánchez             | Delito contra la salud pública | 12 años y un día de reclusión y multa 5000 pesetas (30 €)    |
| Román-Rafael Saturno Lago-Cabral   | Delito contra la salud pública | 17 años de reclusión y multa de 25 000 pesetas (150 €)       |
| Román-Gerardo Lago Álvarez         | Delito contra la salud pública | 17 años de reclusión y multa de 25 000 pesetas (150 €)       |
| Luis Barral Iglesias               | Delito contra la salud pública | 17 años de reclusión y multa de 25 000 pesetas (150 €)       |
| Ricardo Deben Gallego              | Delito contra la salud pública | 12 años y un día de reclusión y multa de 5000 pesetas (30 €) |
| Miguel-Angel-Sabino Basail Infante | Delito contra la salud pública | 15 años de reclusión y multa de 10 000 pesetas (60 €)        |
| Manuel López Valeiras Souto        | Delito contra la salud pública | 1 año de reclusión y multa de 10 000 pesetas (60 €)          |
| Alberto Lombán González            | Imprudencia temeraria          | 6 años de reclusión                                          |
| Francisco Emilio López Otero       | Imprudencia temeraria          | 3 años de reclusión                                          |
| José-Ramiro Nova Ramírez           | Encubrimiento                  | 1 año de reclusión y multa de 5000 pesetas (30 €)            |

Aunque la sentencia fue considerada ejemplar, lo cierto es que todos los condenados fueron objeto de posteriores indultos que permitieron que pudieran salir de la cárcel a los pocos años. Así, dos de los condenados a más años de cárcel, Rogelio Aguiar y Román Lago, quedaron en libertad en 1972 y 1974 respectivamente, tras cinco años escasos de prisión efectiva. María Ferreiro, la mujer de Rogelio Aguiar, que fue condenada a 12 años de cadena, huyó a París al dictarse la sentencia y no entró en prisión. Fue detenida en 1975, en un control rutinario en la frontera, pero quedó en libertad al haber prescrito el delito: el resultado es que tan solo pasó mes y medio en prisión preventiva (del 27 de abril al 6 de junio de 1963).
Tampoco se hicieron efectivas las indemnizaciones acordadas, ya que todos los acusados se declararon insolventes y sus empresas en quiebra, con lo que ninguno de los damnificados pudo cobrar nada.

## Desarrollos posteriores

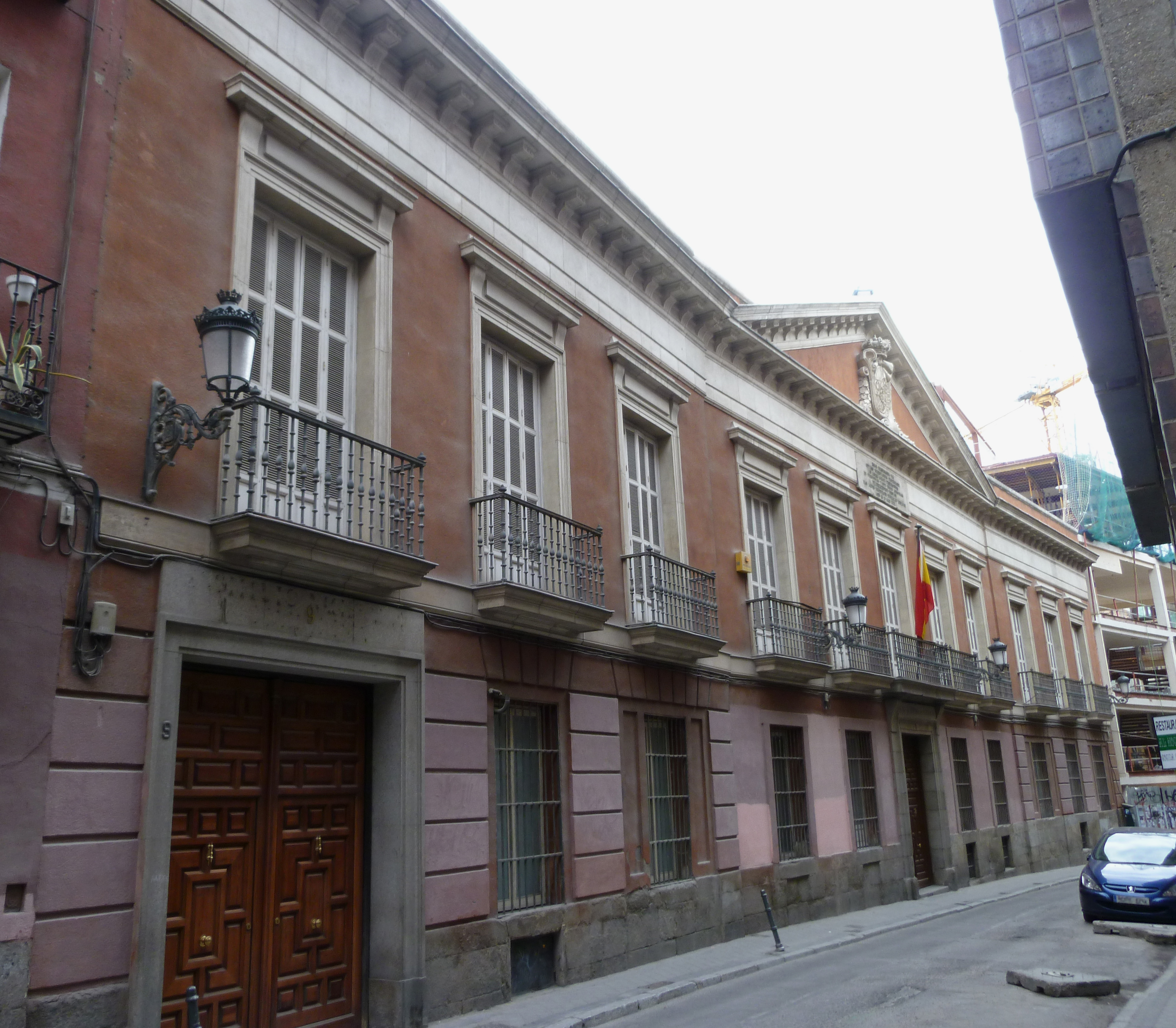
Sede de la Real Academia de Farmacia en Madrid. La Real Academia de Farmacia otorgó la Medalla Carracido a Elisa Álvarez en 1965.

Tras el descubrimiento de la intoxicación, Elisa Álvarez fue requerida por la Jefatura Provincial de Sanidad, dejando Haría para trabajar en los laboratorios centrales de Las Palmas. En reconocimiento a su labor, la Real Academia de Farmacia le concedió, en 1965, la Medalla Carracido con la clase de Bronce.
No fue hasta finales de la década de 1990 cuando se publicaron las únicas monografías existentes sobre el tema. El periodista gallego Fernando Méndez (n. 1964), que trabajaba en la sección de sucesos de Faro de Vigo, conoció el caso a principios de la década de 1990. Con la ayuda de Fernando Seoane, fiscal del caso, Méndez trabajó durante cinco años. En 1998 publicó una detallada recapitulación del caso del metílico, en sendas versiones en castellano y gallego:
- Mil muertos de un trago: el caso de bebidas envenenadas con alcohol metílico (Península, 1998). ISBN 978-84-8307-096-3.
- Historia dun crime. O caso do metílico (Galaxia, Vigo, 1998). ISBN 978-84-8288-192-8.

Seis años después, el mismo periodista impulsó, junto con el director de cine Ignacio Vilar, el rodaje de una película sobre el tema. El guion recibió una ayuda para su elaboración por parte del ICAA en 2004 y el proyecto se presentó en el Festival Internacional de Cine de Independiente de Orense de 2005, pero no llegó a filmarse. En 2010 el director de cine Emilio Ruiz Barrachina impulsó una película sobre el caso con el título Metílico. La bebida de la muerte, también con la colaboración de Méndez. Iba a ser protagonizada por Juanjo Puigcorbé, en el papel del fiscal Fernando Seoane, y María Pujalte, en el de la farmacéutica de Lanzarote Elisa Álvarez, pero el proyecto no cuajó. Emilio Ruiz Barrachina retomó el proyecto en formato documental, que fue estrenado en 17 de noviembre de 2013 en el Festival de Cine Internacional de Orense con el título "METÍLICO, la bebida de la muerte", con guion de Fernando Méndez.
Ese mismo año nació un movimiento entre familiares de afectados con la finalidad de solicitar la reapertura del caso, pero también sin que la causa pudiera ser reabierta. La petición de un homenaje o reconocimiento a las víctimas se produjo después de constatarse la imposibilidad de la vía judicial, pero también sin resultados.
En 2009, Gloria Lago (entonces presidenta de la asociación Galicia Bilingüe), nieta de Román Lago Cabral e hija de Román Lago Álvarez, dos de los principales procesados, publicó El reloj de cuco, una historia novelada de la vida de la familia Lago y del proceso judicial, en un intento de vindicar la imagen de la familia. Según Lago, la sentencia fue «injusta» y el juicio «plagado de irregularidades».
En marzo de 2013, Fernando Méndez publicó el libro METÍLICO, 50 años envenenados (Editorial Sotelo Blanco). ISBN 978-84-7824-629-8, una revisión actualizada de sus trabajos publicados en 1998, coincidiendo con el cincuenta aniversario de esta tragedia. En esta obra se aportan, entre otros, nuevos datos sobre la farmacéutica María Elisa Álvarez Obaya, descubridora en Canarias de los envenenamientos, y se recogen nuevas fotografías y documentos sobre el caso del metílico.

## Otros casos de intoxicaciones masivas por alcohol metílico
Aparte de este caso, que es sin duda el de mayor relevancia en España, en otros lugares del mundo se han producido históricamente varios sucesos similares. La historia de la toxicología recoge principalmente la intoxicación masiva en Berlín, el 24 de diciembre de 1911, que afectó a 163 personas, de las cuales murieron 72; el caso de 1951 en Atlanta (Georgia), donde se intoxicaron 363 personas con el resultado de 41 víctimas fatales; el de Teherán en 1974, donde de los 57 pacientes registrados murieron 17; el de Rabaul en 1978, en el que de 369 intoxicados murieron 5. También en épocas muy recientes, se han vuelto a producir adulteraciones dolosas de bebidas alcohólicas, principalmente en Latinoamérica y con muchas víctimas fatales, como por ejemplo en Ecuador el año 2011, con al menos 51 fallecidos a causa de la ingesta de licores con un contenido metílico muy por encima del tolerable o en las localidades hondureñas de Siguatepeque, Taulabé y Comayagua, donde se registró en julio de 2012 una intoxicación masiva que produjo 24 muertes.
En 2022 Perú reportó el fallecimiento de 54 personas por el consumo de dos variantes de la bebida gasificada Punto D'Oro. Hasta entonces solo un laboratorio, en la Universidad Mayor de San Marcos, cuenta para realizar descarte de bebidas alcohólicas.